# Карелий
Каре́лий (карельский комплекс, карельские образования) — стратиграфический термин, относящийся к раннему (нижнему) протерозою (то есть палеопротерозою) восточной части Балтийского щита в интервале 2500 ± 100—1650 ± 50 млн лет. Карелий разделяют на нижнекарельскую эратему, в которую включают сумийский, сариолийский и ятулийский надгоризонты и верхнекарельскую эратему, включающую людиковийский, калевийский и вепсийский надгоризонты  .
В 1925 году финский петрограф, один из основоположников метаморфической петрологии П. Эскола ввёл термин «Карелий», под которым объединил ладожскую, калевийскую, ятулийскую и онежскую группы.
Принято двучленное деление Карелия (нижнего протерозоя) с границей между нижним и верхним Карелием, отвечающей 1900 ± 50 млн лет. В соответствии с современной хроностратиграфической шкалой Карелий имеет те же изотопные границы (2500—1650 млн лет), соответствуя нижнему протерозою, но граница между нижним и верхним Карелием проводится между ятулием и людиковием (2100 млн лет).

Российская стратиграфическая шкала для протерозоя
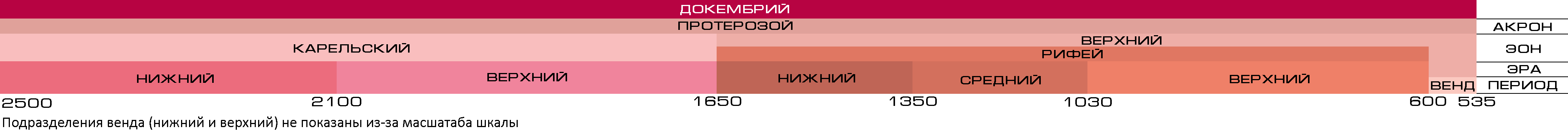
Карелий и его составляющие находятся слева